# Monte Astu
Le Monte Astu est un sommet montagneux situé en Corse. Avec ses 1 535 mètres d'altitude, il est le plus haut sommet de la serra di Tenda, dans le massif du Monte Astu, un petit chaînon montagneux séparant les territoires du Canale et du Tenda (dans la microrégion du Nebbio).

## Géographie
Le sommet est « à cheval » sur Lama qu'il domine sur son versant occidental, et Sorio sur son versant oriental.
Il est le point culminant d'une ligne de crête comportant du nord au sud, les sommets et cols suivants :
- Cima Ghinepero (493 m), « à cheval » sur Urtaca et San-Gavino-di-Tenda
- Monte a a Rua (841 m), « à cheval » sur Urtaca et San-Gavino-di-Tenda
- Monte Vicinasco (1 000 m), « à cheval » sur Urtaca et San-Gavino-di-Tenda
- Monte Ambrica (1 063 m), « à cheval » sur Urtaca et San-Gavino-di-Tenda
- Bocca di San Pancrazio (969 m), « à cheval » sur Urtaca et San-Gavino-di-Tenda
- Cima a Muzzelli (1 299 m), « à cheval » sur Urtaca et San-Gavino-di-Tenda
- Monte a l'Alturaia (1 371 m), « à cheval » sur Urtaca et San-Gavino-di-Tenda
- Bocca di Sacropino (1 349 m), « à cheval » sur Urtaca et San-Gavino-di-Tenda
- Monte Astu (1 535 m), « à cheval » sur Lama et Sorio
- Petra San Ghjaccu (1 512 m), « à cheval » sur Lama, Pietralba et Sorio
- Bocca di Banditi (1 426 m), « à cheval » sur Lama et Pietralba
- Cima di Grimaseta (1 509 m), « à cheval » sur Pietralba et Sorio
- Cima di Cornatoio (1 311 m), « à cheval » sur Pietralba et Sorio
- Bocca di Tenda (1 219 m), « à cheval » sur Pietralba et Sorio
- Monte Reghia-di-Pozzo (1 469 m), « à cheval » sur Pietralba et Lento
- Monte Oltari (1 290 m), « à cheval » sur Pietralba, Lento et Canavaggia
- Monte Fossatello (1 055 m), « à cheval » sur Pietralba et Canavaggia
- Monte Lamaio (918 m), « à cheval » sur Pietralba et Canavaggia

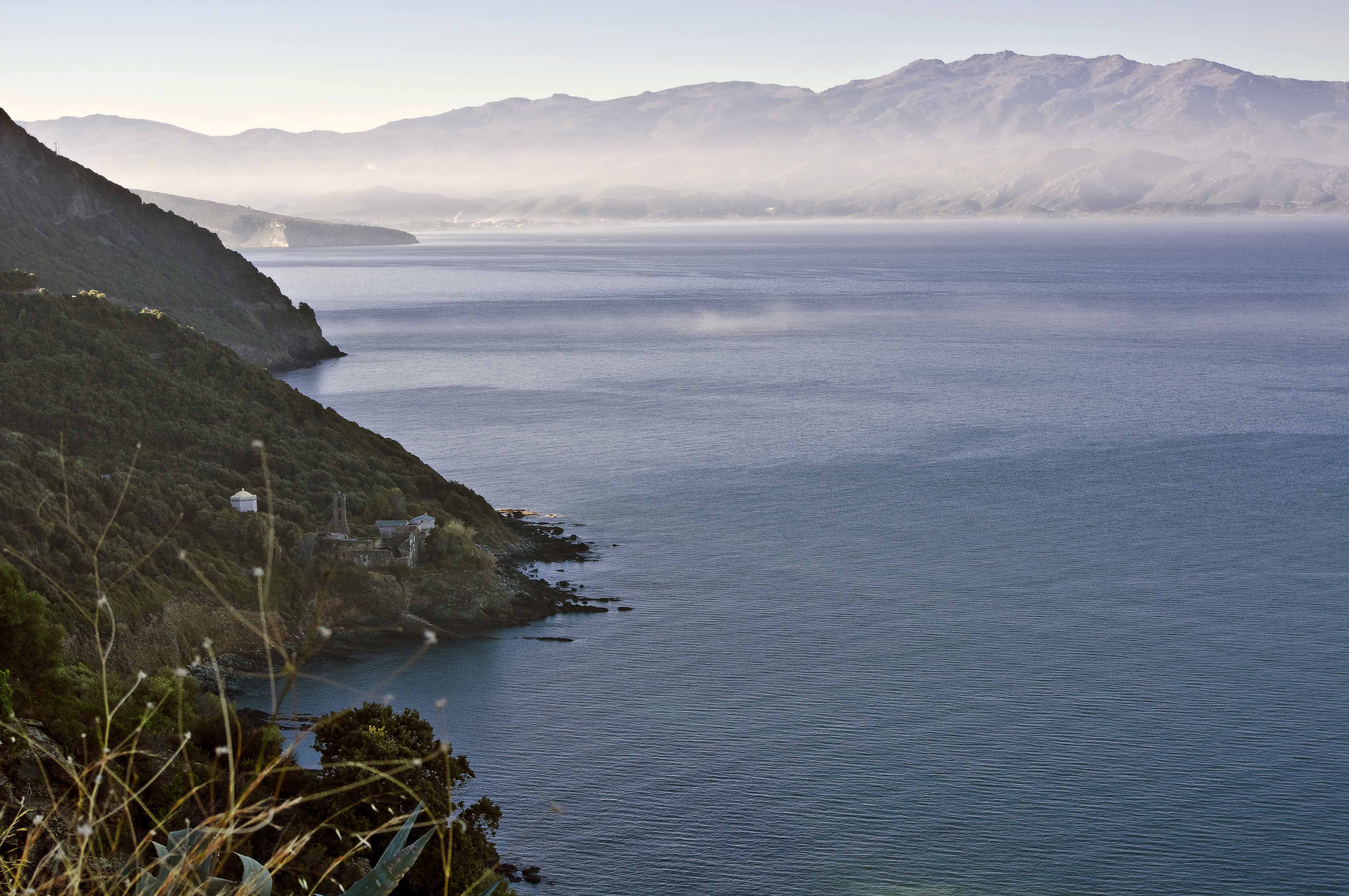
Le Monte Astu surveillant le golfe de Saint-Florent, vu depuis les hauteurs du couvent de Nonza (Cap Corse).

Cette ligne de crête sépare les pièves de Canale et Caccia à l'ouest, du Nebbio et de celle de Costiera dans la basse vallée du Golo à l'est.
Le Monte Astu est difficilement discernable car il n'est pas isolé. Il faut s'en éloigner et prendre de la hauteur pour le découvrir. Il n'est pas visible depuis les villages mêmes de la vallée de l'Ostriconi qu'il domine, mais il est bien visible de la plupart des villages du Nebbio (St Florent, Oletta, etc.) et du cap Corse.
Monte Astu a donné son nom à un fromage corse fabriqué par un berger de San-Gavino-di-Tenda.

## Histoire

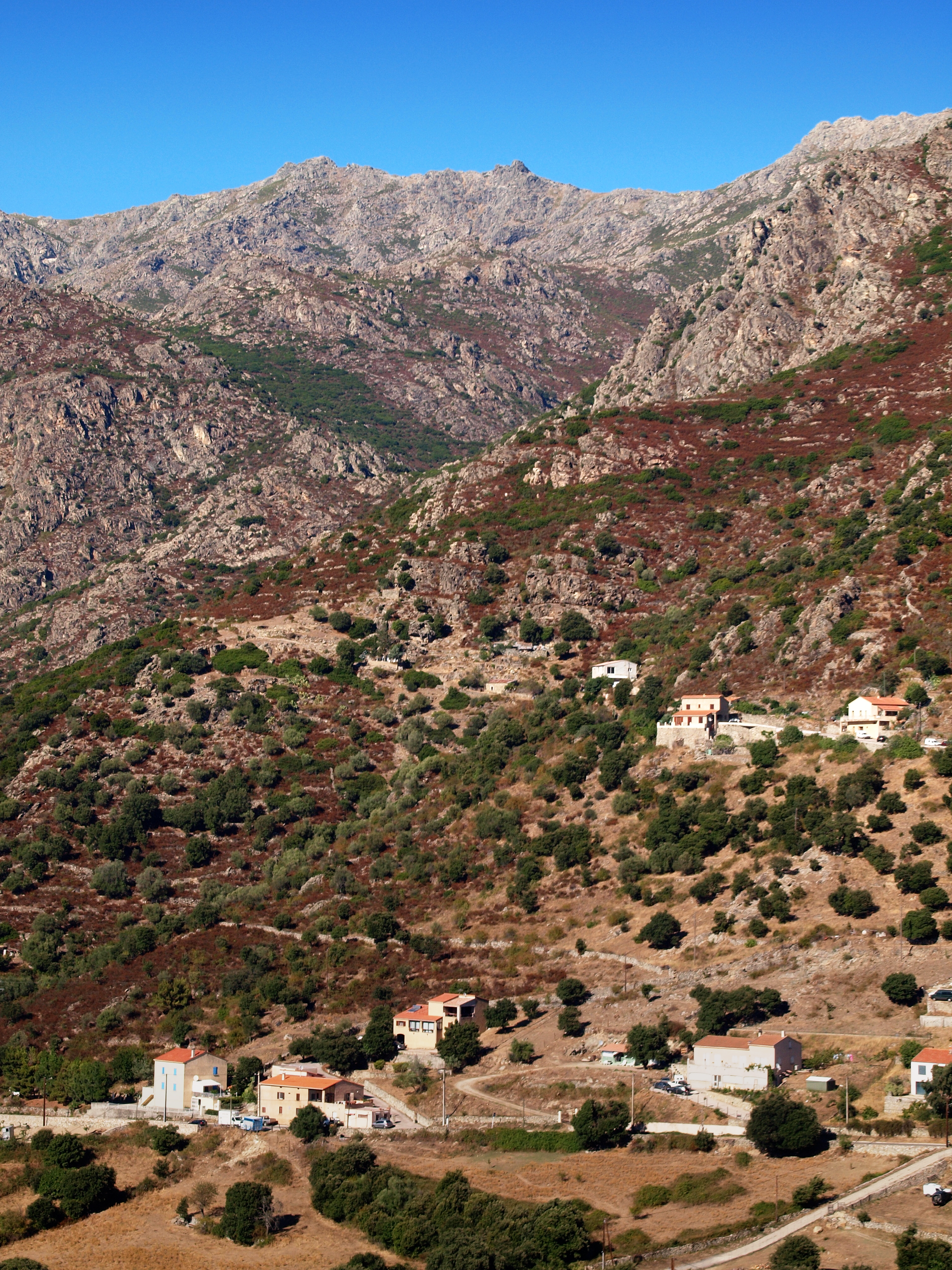
Monte Astu vu depuis Pedanu (Pietralba)

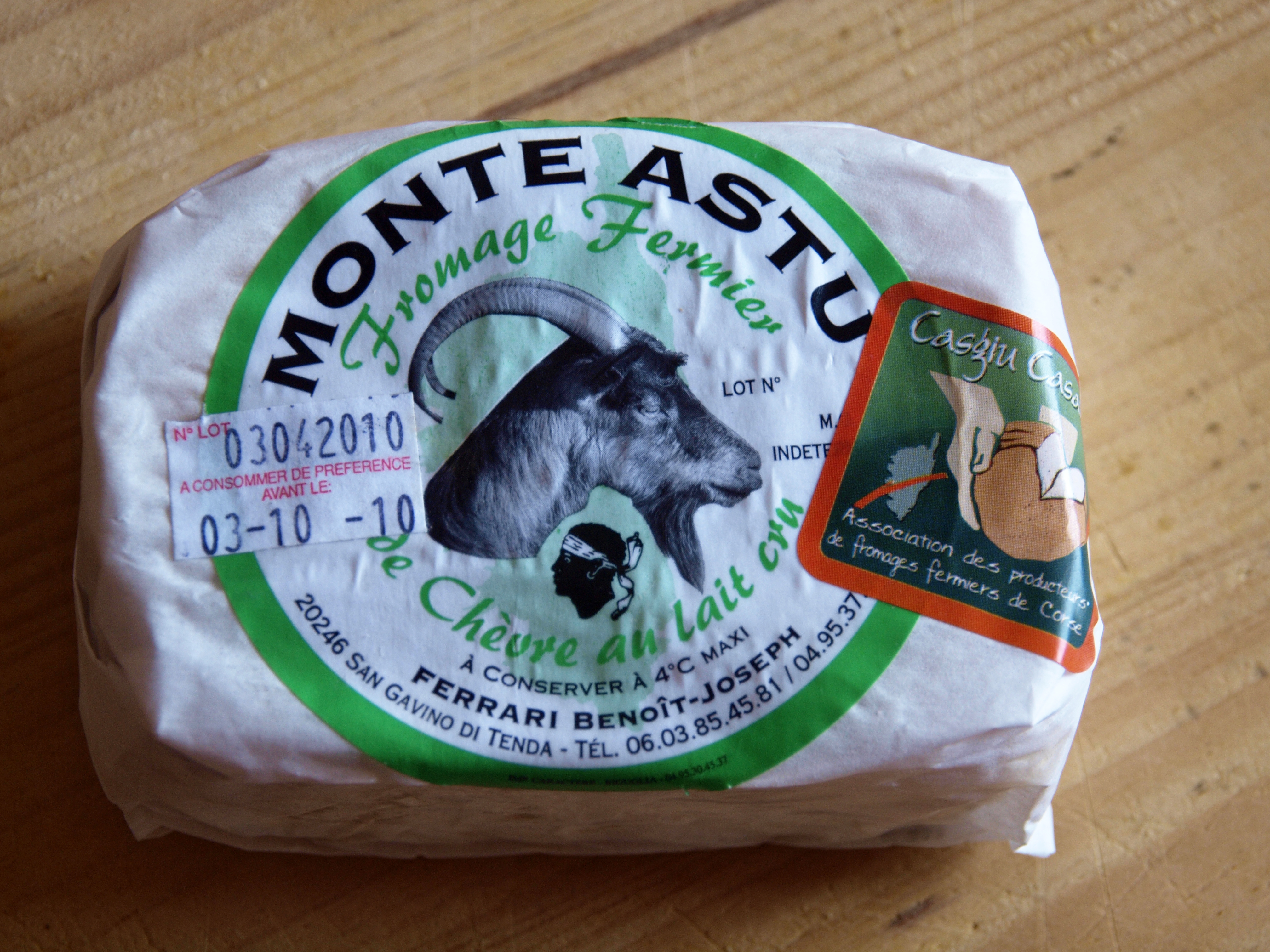
Fromage Monte Astu

Les alentours du Monte Astu, plus particulièrement Bocca di Tenda, ont été de toujours d'importants passages militaires stratégiques. Le massif de Tenda a été franchi par maintes forces débarquées dans le golfe de Saint-Florent : les Romains dans l'Antiquité, puis les Génois, des armées expéditives françaises du général De Thermes en 1553, des troupes allemandes du prince de Wurtemberg, basées de Calvi en 1732, venues pour faire rentrer les Corses dans l'obéissance de la république de Gênes, les troupes françaises du maréchal de camp Du Rousset de Girentonen en 1739 sorties de Bastia dans la nuit pour attaquer la Bocca San Ghjacumu et les hauteurs de Tenda et Lento, enfin les troupes corses de Pascal Paoli en 1769 qui ont occupé des hauteurs de Tenda qui contrôlent les vallées de l'Alisu, l'Ostriconi et le Golu. 

## Randonnées

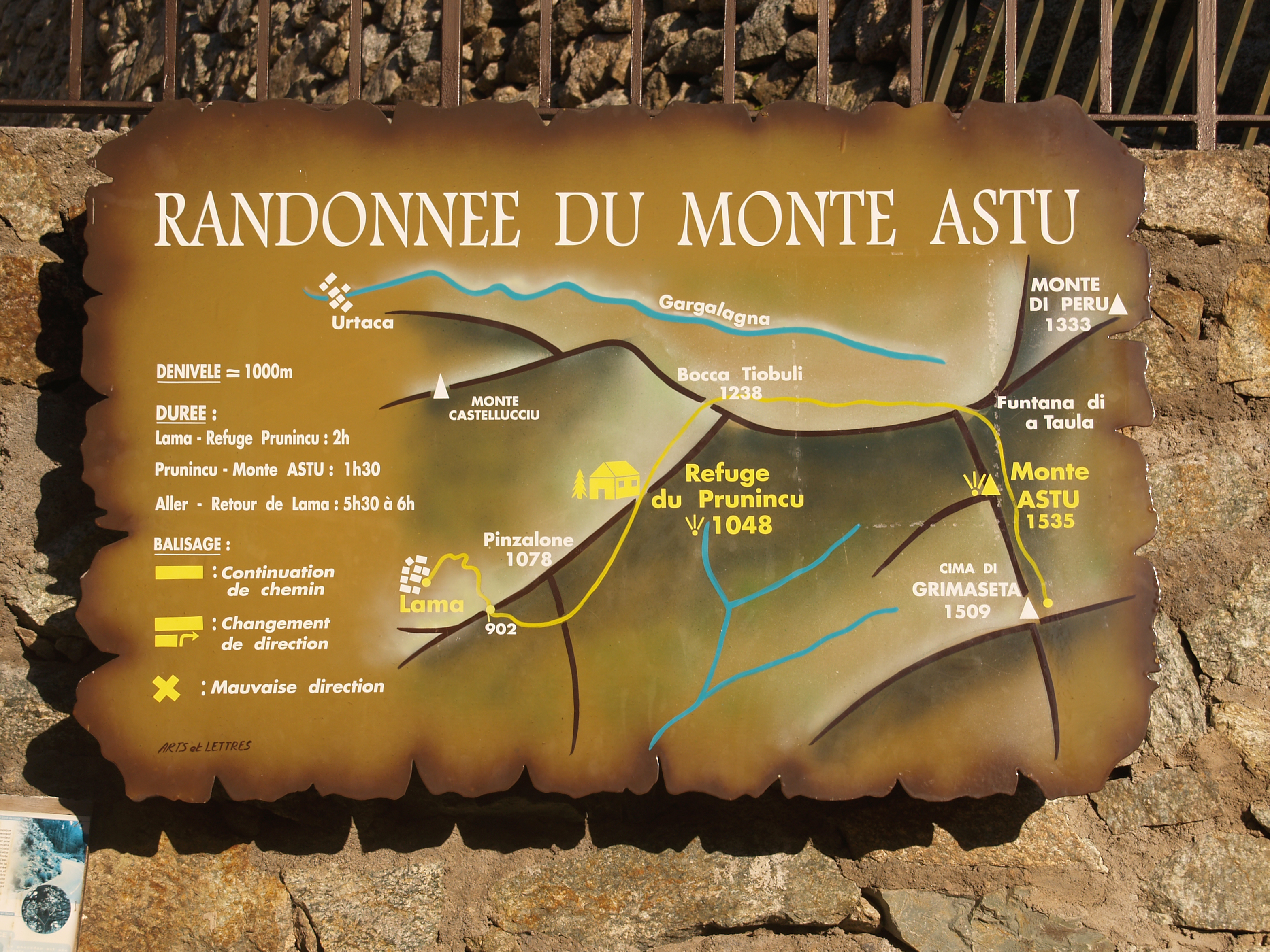
Randonnée du Monta Astu

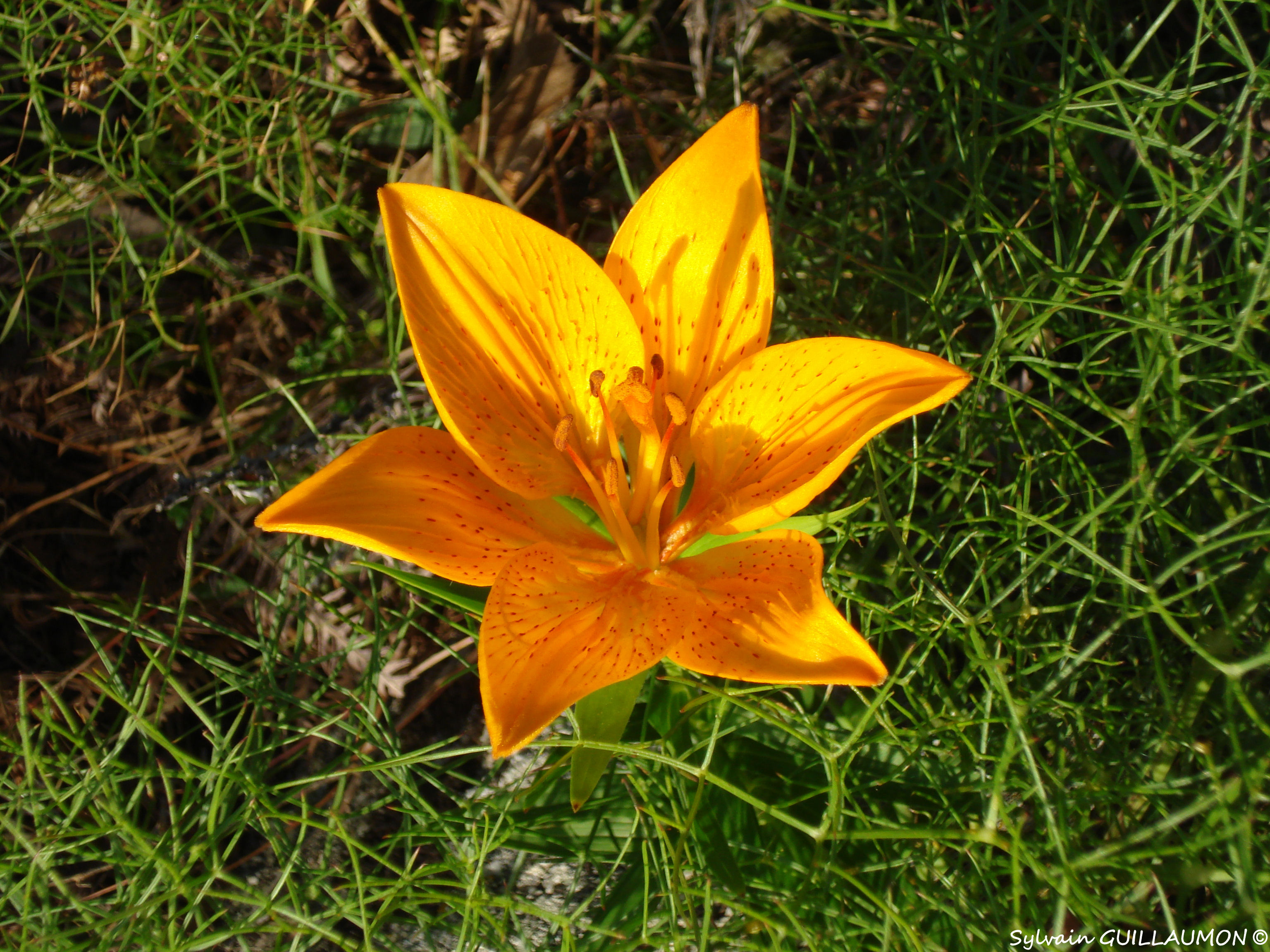
Lis orangé sur le sentier de Lama

Plusieurs sentiers permettent l'accès au Monte Astu, de part et d'autre du Tenda. Les principaux étant ceux reliant Lama à Sorio. Des fontaines existent sur le parcours.
Au départ du sentier de Lama, un panneau présente le parcours de la randonnée et le balisage en place. Le dénivelé est de 1 000 m. Ce sentier fait partie d'une boucle qui passe également par Urtaca via Bocca di San Pancrazio et Cima a Muzzelli.
De Sorio, le sentier part du réservoir à Sant' Antone, proche de la table d'orientation pour rejoindre la ligne de crête puis le Monte Astu.
De Piève part une piste carrosable qui permet d'approcher le Monte Astu jusqu'à l'altitude 732 mètres, au lieu-dit Erbamora. Cette piste passe d'abord par Chiesa Nera où sont situées les ruines d'une remarquable chapelle romane du XIIe siècle - San Nicolao ou Chiesa Nera avait été visitée par Prosper Mérimée en 1839,  puis, avec le sentier via Monte Buggiantone (1 017 m), par les ruines de la chapelle Sant' Iabicu ruinée, proche de Bocca di Tenda où il rejoint celui montant de Pietralba.
Le parcours le plus aisé reste encore celui partant de Pietralba, selon les dires d'un local. Il emprunte le vallon du Chiarasgiu, passe par le plateau, Bocca di Tenda puis suit la ligne de crête jusqu'au Monte Astu. Une piste carrossable par les 4x4 passant par les ruines de la chapelle Santa Lucia à Case Nove, permet d'avancer jusqu'à l'altitude de 704 m sous Bocca di Tenda.